# SN 2002ki
SN 2002ki – supernowa odkryta 22 listopada 2002 roku w galaktyce A123728+6220. W momencie odkrycia miała maksymalną jasność 24,20m.